# SC Herisau
Der SC Herisau ist ein Schweizer Eishockeyklub aus Herisau, der 1942 gegründet wurde und seit 2017 in der 1. Liga spielt. Seine Heimspiele trägt der Verein im Sportzentrum Herisau aus, das 3152 Zuschauer fasst.

## Geschichte
Der SC Herisau wurde 1942 gegründet und trug seine Heimspiele zunächst auf dem Herisauer Militär-Areal zwischen der Kaserne und dem heutigen Sportzentrum aus. Achtzehn Jahre nach der Gründung zog der Verein in das benachbarte St. Gallen in das Lerchenfeld, wo die Mannschaften des SC Herisau in den 1960er und 1970er Jahren spielten. Erst 1974 konnte der SC Herisau in das neue Sportzentrum an der Kasernenstrasse einziehen. Der Verein spielte zu diesem Zeitpunkt in der 2. Liga, kurze Zeit später stieg der SC Herisau jedoch in die 1. Liga auf und 1981 schaffte man den Aufstieg in die NLB. Präsident des Vereins war zu dieser Zeit der spätere Bundesrat Hans-Rudolf Merz, während dessen Vorsitz der Verein über mehrere Jahre in der NLB spielte.
Am Ende der Spielzeit 1984/85 stieg der Klub zwar in die 1. Liga ab, schaffte aber ein Jahr später den sofortigen Wiederaufstieg. Spieler dieser erfolgreichen Zeit waren unter anderem Dave Delich, Björn Kinding, Giovanni Conte, Arno Del Curto, Olli Hietanen und Lance Nethery. Durch die Erfolge der ersten Mannschaft machte sich der SC Herisau auch im nationalen Eishockey einen guten Namen. In Herisau entstand eine Euphorie und die Nachwuchsabteilung brachte einige gestandene Spieler hervor, wie unter anderem Jörg Eberle und Jonas Hiller.
In der Saison 1996/97 gelang dem SC Herisau dann der grösste Erfolg der Vereinsgeschichte. Gegen die Grasshopper Zürich gewann der SC die NLB-Meisterschaft und durfte im Rahmen der Aufstockung der Nationalliga A, in diese aufsteigen. Der Aufstieg des SC Herisau in die NLA brachte den Verein jedoch in finanzielle Schwierigkeiten. Durch einen nötigen Um- und Ausbau der Eishalle kam der Verein in Liquiditätsprobleme und stieg nach nur einem Jahr in der Eliteklasse wieder ab. Zur Saison 1998/99 erfolgte die Umbenennung in SCH Säntis, wovon sich der Vorstand eine bessere Bindung und Abstützung in der Region erhoffte. Da der neue Name aber durch eine uneinheitliche Schreibweise in den Medien für Verwirrung gesorgt hatte, verwarf das Management die Umbenennung nach nur vier Monaten, beginnend ab der Saison 1999/2000. Der Präsident des Sportzentrums, Richard Kunz, schilderte die Finanzsituation im Jahr 2001 mit folgenden Worten: «Es geht uns schlecht, uns ging das Geld aus; das Jahr war eine Gratwanderung zwischen Schliessung und Weiterbestehen.» Aus den finanziellen Schwierigkeiten folgte 1999 der Konkurs und der Verein zog sich aus der NLB in die 1. Liga zurück.
In der folgenden Spielzeit konnte die erste Mannschaft die Meisterschaft der 1. Liga gewinnen. Daraufhin wurde der SC Herisau wieder in die NLB aufgenommen, doch aufgrund anhaltender finanzieller Schwierigkeiten zog sich der Verein vor der Saison 2001/02 in die 2. Liga zurück. Seitdem konsolidiert sich der SC Herisau und versucht mit einer guten Nachwuchsarbeit junge Eishockeyspieler auszubilden und später in die erste Mannschaft zu integrieren. Im Dezember 2006 wurde die Renovierung am Sportzentrum an der Kasernenstrasse abgeschlossen, sodass dem Verein entsprechende Trainingsbedingungen zur Verfügung stehen. Am Ende der Spielzeit 2008/09 gelang der Aufstieg in die 1. Liga. In der Saison 2013/14 stieg der SC Herisau erneut in die 2. Liga ab. Seit der Saison 2017/18 spielen sie dank einem Aufstieg am grünen Tisch wieder in der 1. Liga.

## Bekannte ehemalige Spieler
| - Jörg Eberle - Beat Forster - Jonas Hiller - Timo Meier - Thomas Nüssli | - Libor Dolana - Petr Vlk - Sylvain Turgeon - Claude Vilgrain |